# Loup solitaire (univers)
Pour les articles homonymes, voir Loup solitaire.
Loup Solitaire (en anglais : Lone Wolf) est un univers fictionnel d'heroic fantasy qui s'est tout d'abord développé sous la forme de deux séries de livres-jeu écrite par l'écrivain et auteur de jeux britannique Joe Dever à partir de 1984, et dont les huit premiers tomes, traduits en France dans la collection Un livre dont vous êtes le héros, ont été illustrés par Gary Chalk. L'ensemble est conçu comme une campagne où chaque tome est en lien avec les précédents.
Le nom de la première série provient de son héros, « Loup Solitaire », dernier représentant d'un ordre de moines guerriers, les Maîtres Kaï. Au fil des tomes, le personnage lutte contre les forces des Ténèbres qui menacent sans cesse le monde du Magnamund. Contrairement à l'autre série-phare de livres-jeux, Défis fantastiques, le lecteur incarne toujours les mêmes personnages (Loup Solitaire pour les 20 premiers livres, un de ses disciples pour les suivants) et bénéficie de bonus s'il joue les aventures dans l'ordre.
Les livres ont été adaptés sous forme d'application pour les téléphones Android par GDV Games and Software sous le nom Lone Wolf Saga (en anglais uniquement).
En français, la seconde série porte le nom de son personnage principal, Astre d’or (Grey Star), mais son titre original est The World of Lone Wolf (« Le monde de Loup Solitaire »). 
L'univers a ensuite été développé à travers d'autres formats littéraires dont deux séries de romans, Legends of Lone Wolf et Chronicles of Magnamund, un jeu de rôle papier et un jeu vidéo, Joe Dever's Lone Wolf.

## Livres-jeu

### Histoire éditoriale

#### Loup Solitaire
Loup solitaire trouve son origine dans un conflit entre son auteur Joe Dever, et Ian Livingstone et Steve Jackson qui ont écrit la plupart des tomes des Défis fantastiques.
Le premier Loup Solitaire, Flight From the Dark, est paru au Royaume-Uni chez Sparrow Books (Arrow Books, puis Beaver Books) en juin 1984. La série change d'éditeur à partir du tome 13, paru chez Red Fox (Random House), qui édite la série jusqu'en 1998. En France, l'intégralité de la série est parue chez Folio Junior dans la série des Livres dont vous êtes le héros, identifiée par un logo original commandé par Gallimard à Jame's Prunier, qui a aussi réalisé en même temps le logo de la série Défis fantastiques.
La série rencontre un grand succès dans les années 1980 et connaît de nombreux produits dérivés : une série dérivée (Astre d'Or), des romans, des jeux vidéo… Les ventes finissent par décliner, et la série est annulée au tome 28, alors que Dever avait prévu de poursuivre encore pour quatre livres avant de mettre un terme à sa série.
Après l'arrêt de la série, un groupe de fans fonde le site Project Aon, afin de publier l'ensemble des livres de façon légale et gratuite sur Internet avec l'accord de Joe Dever. La série connaît un regain d'intérêt dans les années 2000, notamment en Italie, en Espagne et en France, où les 20 premiers tomes sont réédités. En 2006, l'éditeur Mongoose Publishing, déjà à l'origine d'une adaptation de Loup Solitaire en jeu de rôle, annonce qu'il va republier l'intégralité de la série, ainsi que les quatre derniers tomes annoncés mais jamais parus. Ces rééditions bénéficient en outre d'aventures bonus écrites par des fans avec l'approbation de Dever, hormis la réédition de Flight From the Dark, que Joe Dever a révisée et portée à 550 paragraphes.
Joe Dever a été contacté quatre fois pour une adaptation cinématographique, mais aucun projet n'a abouti. Le dernier projet date de juillet 2009 par Convergence Entertainment.
Les 17 premiers volumes ont été republiés par Mongoose avant que les droits des 11 volumes restants (18 à 28) ne soient transférés à l'éditeur allemand Mantikore-Verlag le 6 mars 2013. Cependant, après que Mantikore a publié les volumes 18 à 22, Joe Dever annonce à la fin du mois de novembre 2015 que les droits de toute la série de livres-jeux de Loup Solitaire étaient transférés à Cubicle 7, l'éditeur du jeu de rôle Lone Wolf Adventure Game, incluant les livres qui n'ont pas encore été publiés. Cependant, le mois suivant, Cubicle 7 annonce qu'il renonçait finalement à cette entente. Le 1er avril suivant, Joe Dever lui-même annonce qu'il va publier les derniers livres de la série, incluant les quatre livres inédits, avec sa propre entreprise d'édition, Holmgard Press.
Le livre 29, intitulé L'Œil d'Agarash, est d'abord paru en italien en novembre 2015, suivi de la version anglaise en mai 2016. La version française est parue au printemps 2017.
L'auteur décède en novembre 2016: il a cependant transmis ses notes à son fils, Ben Dever, qu'il a chargé, en compagnie de Vincent Lazzari de Scriptarium, d'écrire les trois derniers tomes de la saga,. Le premier de ces tomes à la suite du décès de l'auteur, Dead in the Deep, est sorti en 2019 en version anglaise et en 2021 pour la version française. L'avant-dernier tome, The Dusk of the Eternal Night, est sorti en 2020 mais n'a pas encore été traduit en français. L'histoire qui clora la série Loup solitaire est prévu en deux volumes qui seront publiés respectivement en 2024 et 2025 .
Le 7 mars 2019, Gallimard jeunesse publie une nouvelle édition française de la série dotée de nouvelles couvertures originales et assortie de suppléments sur le monde. L'éditeur en profite pour publier pour la première fois en français les tomes 29 et 30.
En juin 2021, Gallimard publie en français la version allongée à 550 sections des Maîtres des ténèbres en édition collector. Une version à couverture souple est sortie en mars 2022.

#### Astre d’Or
Grey Star était un personnage joué par Ian Page lors d'une campagne de Donjons et Dragons que maîtrisait Joe Dever à la fin des années 1970. La série est publiée initialement par Beaver Books en 1986.
En France, les livres ont été publiés par Folio junior dans la collection Un livre dont vous êtes le héros de 1986 à 1987. Le 23 février 2015, Joe Dever a annoncé sur Facebook que la série devrait faire l'objet d'une nouvelle publication en allemand et en anglais par l'éditeur Mantikore Verlag. En novembre 2016 ,l'éditeur français Megara Entertainment lance une campagne de financement participatif pour une réédition « collector » (couverture rigide, papier épais, nouvelles illustrations) en anglais.

### Trame générale
L'histoire prend place dans l'univers d'Aon. Les dieux de la lumière, Kaï (dieu du Soleil) et Ishir (déesse de la Lune), sont opposés au dieu des Ténèbres, Naar. Le monde du Magnamund, divisé en deux grands continents (nord et sud), constitue le point focal de leur affrontement.
Parmi les royaumes du Magnamund, certains sont alignés du côté du Bien, au premier rang desquels le Sommerlund, situé dans le nord-est du continent septentrional. D'autres sont gouvernés par les serviteurs de Naar, dont les plus puissants sont les Maîtres des Ténèbres, qui lancent de fréquentes attaques sur les royaumes voisins avec leurs armées de Drakkarim (humains maléfiques), de Gloks (sortes de gobelins), de Vordaks (morts-vivants dotés de pouvoirs psychiques) et de Monstres d'Enfer (morts-vivants changeurs de forme). Ces offensives sont contenues grâce aux Sommerlundois et en particulier à l'Ordre Kaï, une organisation de moines-chevaliers ayant développé des pouvoirs psychiques et physiques particuliers.

### Synopsis desLoup Solitaire

#### Premier cycle (tomes 1 à 5)
Le premier cycle de la série introduit Loup Silencieux, un jeune apprenti Kaï qui, par chance, car il était de corvée en forêt tandis que ses frères étaient tous rassemblés au monastère pour la fête de Fehmarn, est le seul à avoir échappé à la totale destruction  de l'ordre par les armées des Maîtres des Ténèbreslors d'une attaque surprise. Il décide de changer son nom en Loup Solitaire en hommage a ses frères morts et part rallier la capitale du Sommerlund, Holmgard, au beau milieu d'un pays désormais en guerre, afin d'alerter le roi de la disparition de ses guerriers d'élite; sur la route, il sauve d'une embuscade un jeune compagnon mage de la Confrérie de l'Étoile de Cristal nommé Banedon qui venait justement avertir le monastère de l'imminence d'une attaque et de la trahison de Vonotar, un autre mage qui a juré obéissance aux maitres des Ténèbres. Les deux hommes se lient d amitié avant de repartir chacun de leurs cotés (tome 1, Les Maîtres des Ténèbres).
Une fois prévenu, le roi charge Loup Solitaire de se rendre au pays ami de Durenor pour y récupérer le Glaive de Sommer, une arme magique qui est la seule à pouvoir tuer un Maître des Ténèbres pendant que lui essayera de tenir tête aux envahisseurs. Au terme d'un voyage rempli d'embûches, Loup Solitaire retourne au Sommerlund avec le Glaive et la flotte de Durenor et triomphe du Maître des Ténèbres Zagarna, mettant un terme à la guerre (tome 2, La Traversée Infernale).
Un an plus tard, on retrouve enfin la trace de Vonotar, le traitre. Celui-ci s'est réfugié dans les terres polaires de Kalte et, usant de sa magie, a soumis les Barbares des Glaces. Loup Solitaire part donc pour Kalte pour l'arrêter et le conduire devant la justice du Sommerlund qui l exilera dans l'univers parallèle du Daziarn (tome 3, Les Grottes de Kalte). La mission suivante du dernier des Kaï le conduit dans le sud du Sommerlund : les convois d'or venant de la province de Ruanon disparaissent sans laisser de trace. Il s'agit en fait d'un fil dans la trame d'un vaste complot mené par un renégat vassagonien nommé Barraka pour ressusciter le Maître des Ténèbres Vashna et ses armées (tome 4, Le Gouffre Maudit).
Après avoir vaincu Barraka, Loup Solitaire est envoyé en Vassagonie, empire du désert situé au sud-est du Sommerlund, pour y mener une mission diplomatique. Victime d'un complot orchestré par le Maître des Ténèbres Haakon, allié pour l'occasion au Zakhan Kimah, Loup Solitaire se retrouve traqué par les Vassagoniens. Il découvre que c'est dans ce pays qu'est caché le Livre du Magnakaï, manuscrit rédigé par Aigle du Soleil, le fondateur de l'ordre Kaï. Perdu depuis des siècles, cet ouvrage lui permettrait de devenir un Maître Kaï et de refonder peut-être l'ordre monastique (tome 5, Le Tyran du Désert).

#### Deuxième cycle (tomes 6 à 12)
En étudiant le Livre du Magnakaï, Loup Solitaire apprend l'existence des Pierres de la Sagesse, sept anciens cristaux dont les pouvoirs permettent de transcender le niveau de Maître Kaï. Le deuxième cycle de la série retrace ainsi les voyages qu'il entreprend à la recherche de ces pierres, tandis que la menace que font peser les Maîtres des Ténèbres sur le reste du Magnamund ne cesse de croître.
Dans le tome 6, La Pierre de la Sagesse, il doit retrouver la Pierre de Varetta dans un territoire en pleine guerre; dans le tome 7, La Forteresse Maudite, il doit explorer la forteresse isolée de Kazan-Oud, repaire de forces du mal mais qui abrite aussi la Pierre de Herdos; dans le tome 8, Dans l'Enfer de la Jungle, Loup Solitaire doit s'aventurer dans les marais inexplorés du Danarg pour retrouver la Pierre d'Ohrido; dans le tome 9, La Métropole de la Peur, c'est dans une ancienne cité souterraine, sous les rues de Tahou, la capitale d'Anari, qu'il doit retrouver la pierre du même nom alors que le Zakhan Kimah de Vassagonie menace d'envahir le pays.
Au terme de cette dernière mission, Loup Solitaire apprend que Gnaag, le nouveau chef des Maîtres des Ténèbres, est en possession des trois dernières Pierres de la Sagesse. Celles-ci sont enfermées à Torgar et dans le tome 10, Dans les Entrailles de Torgar, le dernier des Kaï réussit à mettre la main sur l'une d'entre elles avant de les voir précipiter dans une Porte d'Ombre, corridor astral reliant le Magnamund à d'autres univers. Bien malgré lui, Loup Solitaire est à son tour plongé dans la noirceur de la Porte d'Ombre et, dans le tome 11, Les Prisonniers du Temps, il se retrouve dans l'univers du Daziarn où il affrontera une dernière fois fois Vonotar qui a récupéré les pierres manquantes et parvient à utiliser à sa place le portail que celui-ci avait créé pour mettre fin à son exil. Finalement, dans le tome 12, Le Crépuscule des Maîtres, à son retour au Magnamund, il apprend que neuf ans se sont en fait écoulés pendant son court séjour dans le Daziarn et qu'une guerre mondiale lancée par les Maîtres des Ténèbres menace la planète. Profitant du fait que Gnaag le croit disparu à jamais, Loup Solitaire doit infiltrer Helgedad, la capitale du Royaume des Ténèbres, pour détruire les Maîtres des Ténèbres; son ami Banedon, devenu un puissant mage, lui confectionne un fourreau magique pour ne pas que l aura du Glaive de Sommer ne trahisse sa présence.

#### Troisième cycle (tomes 13 à 20)
Après la destruction des Maîtres des Ténèbres, Loup Solitaire entreprend la reconstruction du monastère Kaï et fonde le Second Ordre Kaï. Cependant, les serviteurs de Naar sont toujours à l'affût et menacent la paix. Loup Solitaire doit notamment affronter l'archidruide Cadak, seigneur des Druides de Cener, un ordre d'herboristes maléfiques : après avoir cherché à répandre une peste meurtrière sur le Magnamund (tome 13, Les Druides de Cener), Cadak enlève Banedon pour lui extorquer les secrets de la magie blanche (tome 14, Le Captif du Roi-Sorcier), puis tente de ressusciter le Maître des Ténèbres Vashna à l'aide du Bâton de Mort (tome 16, L'Héritage de Vashna). Entre-temps, Loup Solitaire s'est rendu en Nyras pour déjouer les plans du seigneur de guerre Magnaarn, en guerre contre le royaume de Lencia (tome 15, La Croisade du Désespoir).
Le Bâton de Mort, disparu après les événements de L'Héritage de Vashna, tombe entre les mains d'Ixiataaga, le Seigneur de la Mort, obligeant Loup Solitaire à se rendre dans sa forteresse de glace d'Ixia pour le vaincre (tome 17, La Tour de Cristal). Il n'a pas le temps de souffler, car Naar met à profit son éloignement pour lancer une attaque contre le monastère Kaï, et le Grand Maître doit retourner aussi vite que possible au pays pour prêter secours aux siens (tome 18, La Porte d'Ombre). Naar met ensuite à profit une absence de Loup Solitaire pour concevoir un double maléfique du Grand Maître, Loup Enragé, et l'envoyer semer le chaos au Sommerlund, jusqu'à ce que l'original parvienne à le vaincre au terme d'une longue course-poursuite (tome 19, Le Combat des Loups). Après avoir vaincu Loup Enragé, Loup Solitaire découvre que Naar possède la Pierre de Lune, un puissant objet bénéfique dont il détourne les pouvoirs pour créer des Portes d'Ombre à sa guise et envoyer ses serviteurs où bon lui semble dans le Magnamund. Dans sa dernière mission, Loup Solitaire quitte donc le Magnamund et se rend donc dans l'Univers des Ténèbres pour reprendre la Pierre de Lune à Naar (tome 20, La Malédiction de Naar).

#### Quatrième cycle (tomes 21 à 33)
À partir du tome 21, le lecteur n'incarne plus Loup Solitaire lui-même, mais l'un des Grands Maîtres du Second Ordre Kaï, qui n'a pas de nom défini. Les livres du quatrième cycle le conduisent fréquemment sur le continent austral du Magnamund, où Loup Solitaire lui-même n'a quasiment jamais mis les pieds. La première mission du Grand Maître consiste à rapporter la Pierre de Lune à ses créateurs, les Shianti (tomes 21 et 22, Le Voyage de la Pierre de Lune et Les Pirates de Shadaki). Avant de rentrer au Sommerlund, il aide le prince en exil Karvas de Siyen à rentrer dans son royaume pour en revendiquer la couronne dans le tome 24, Le Héros de Mynuit (À noter que l'éditeur français a inversé l'ordre de parution entre Le Héros de Mynuit (no 23 original, no 24 en français) et La Guerre des Runes (no 24 original, no 23 en français)).
Un nouveau péril pèse sur le nord du Magnamund : le seigneur Vandyan d'Eldenora a découvert les Runes d'Agarash, d'anciens objets maléfiques lui permettant de lever des armées de Vorkas, des reptiles géants, et de contrôler une entité maléfique nommée Zorkaan le Mangeur d'Âmes. Vandyan a envoyé ses nouvelles troupes sur le royaume voisin de Lyris, qui a appelé le Sommerlund à l'aide. Les Kaï partent donc en croisade, mais le rôle du Grand Maître n'est pas de participer aux combats : il doit s'infiltrer dans la capitale de l'Eldenora pour y détruire les Runes (tome 23 de l'édition française, La Guerre des Runes). Une fois cette mission accomplie, une mauvaise nouvelle attend le Grand Maître : Zorkaan le Mangeur d'Âmes, libéré par la destruction des runes, a enlevé Loup Solitaire ! Pour le délivrer, il doit se rendre à Gazad Helkona, une ancienne forteresse des Maîtres des Ténèbres (tome 25, Sur la Piste du Loup).
Après être venu en aide aux Nains du royaume de Bor, menacés par un mal ancien enfoui sous leurs galeries (tome 26, Le Démon des Profondeurs), le Grand Maître doit déjouer les plans de l'Autarque Sejanoz du Bhanar, qui a mis la main sur la Griffe de Naar, une arme qui appartenait jadis à Agarash le Damné (tome 27, La Griffe du Vampire). Bien que la mission soit couronnée de succès, les épreuves du Grand Maître ne s'arrêtent pas là : Sejanoz a envahi le Chaï, et il doit assurer la sécurité de l'empereur Xo-lin et de la famille impériale tandis que celle-ci se réfugie loin des combats (tome 28, La Cité de l'Empereur).
Les quatre derniers volumes de cette série devaient être publiés pour la toute première fois par Mongoose Publishing avant que les droits ne leur soient retirés. Le livre 29, intitulé L'Œil d'Agarash, a d'abord été publié en italien à l'automne 2015 et sa version française est parue au printemps 2017. Son histoire se déroule 18 ans plus tard. Tout comme le Sceptre du Nyras dans La Croisade du désespoir, la Griffe de Naar peut être combinée avec une mystique pierre maléfique augmentant ses pouvoirs. Ce joyau, l'Œil d'Agarash, est serti sur le trône du Khea-Khan (empereur) du Chai et la mission du Grand Maître est de le récupérer.
Le 30e volume s'intitule Au Bord de l'abîme et a été publié en français en juin 2021. Le décès de l'auteur en novembre 2016 a reporté sa publication à novembre 2018 en version italienne et en juin 2019 pour la version anglaise. Dans ce livre, comme il est révélé à la fin du tome précédent, le Grand Maître doit partir en mission pour sauver son frère d'arme Main d'Acier, capturé près de la Gorge de Maaken. Infiltrant les ruines d'Emolyria, cité abandonnée du Lyris située en bordure du gouffre maudit, il y découvre une nouvelle forteresse souterraine des forces du mal. Il découvre également que le Nengud-kor-Adez, le lac de feu qui entourait Helgedad et qui brûle grâce aux souffrances de ceux qui y sont jetés, repose désormais au fond de la Gorge de Maaken et est utilisé par les Nadziranim pour créer une Porte d'Ombre permettant la venue du Tzomah, une incarnation du Maître du Chaos du Daziarn. Libérant Main d'Acier, le Grand Maître détruit aussi la forteresse secrète, semblant en plus empêcher une énième tentative de résurrection de Vashna.
Cependant, dans le 31e volume de la série, intitulé The Dusk of Eternal Night et lancé en anglais en décembre 2020, on apprend que la résurrection de Vashna a réussi. De plus, le magicien Astre d'or prévient le Nouvel Ordre Kaï qu'il se pourrait qu'Agarash le Damné soit bientôt libéré de sa prison spectrale grâce à une société secrète dédiée au Mal qui vise à accomplir un rituel qui pourrait changer la face du Magnamund. Alors qu'une guerre mondiale semble de plus en plus inévitable, le Grand Maître, accompagné par son confrère Blazer et Astre d'Or lui-même, doit en apprendre plus sur cette société secrète et tenter de trouver l'endroit où aura lieu ce rituel pour l'empêcher.
Tel que révélé à la fin du tome 31, la 32e histoire doit s'intituler en anglais Light of the Kai et raconter la suite du combat final entre les forces du Bien et du Mal au Magnamund. En janvier 2023, l'éditeur annonce que l'histoire sera divisée en deux volumes, prévus pour 2024 et 2025 respectivement, portant à 33 le nombre de livres dans la série.

### Synopsis desAstre d’Or
Les Majdars (Shianti) sont un peuple humanoïde aux yeux argentés et réfléchissants. Ils sont arrivés sur Magnamund par la Porte de l'ombre, après avoir fui leur planète mourante et avoir erré dans la dimension de Noctiurne (Daziarn) ; à l'époque, l'humanité n'était qu'un ensemble de tribus éparses et peu développées. Du fait de leurs pouvoirs, ils ont été pris pour des dieux, se comportant comme des parents bienveillants et aidant les peuples du Sud de Magnamund à se développer.
Mais, l'humanité évoluant, celle-ci s'est mise à convoiter leurs pouvoirs et à vouloir détourner leurs objets magiques, dont la Pierre de lune (Moonstone). Ishir, la déesse de la Lune, ordonna donc aux Majdars de se retirer du monde des humains, et ils s'isolèrent sur une île. Cette île, appelée île de Lorn ou Île de la désolation, est protégée par de puissants sortilèges qui empêchent les navires de l'approcher, et même de connaître son existence.
Astre d'Or (Grey Star) est un humain qui s'est échoué sur l'île des Majdar alors qu'il était bébé ; son nom provient de sa mèche blonde. Les Majdars lui ont enseigné leur connaissance de la magie. Parvenu à l'âge adulte, Astre d'Or doit partir à la recherche de la Pierre de lune, une pierre magique qui seule pourra défaire le roi-sorcier Charachak (wytch-king Shasarak), le tyran qui oppresse les peuples du Sud de Magnamund.
1. Le Sorcier Majdar : Astre d'Or est chargé par les Majdar de retrouver la Pierre de lune ; pour cela, il doit d'abord retrouver les Kundis, la tribu perdue de Lara, qui sont capables de localiser la Porte de l'ombre.
2. La Cité interdite : la Porte de l'ombre a été localisée dans la Vallée de la désolation. Pour y parvenir, il doit d'abord traverser la cité interdite de Gianima, peuplée d'une horde de citadins fous que l'on surnomme les Bêtes humaines.
3. Le Royaume de l'oubli : Astre d'Or a franchi la Porte de l'oubli. Il se re trouve à errer dans la dimension étrange de Noctiurne (Daziarn), à la recherche de la Pierre de lune.
4. La Guerre des sorciers : si le séjour dans la dimension de Noctiurne a semblé durer quelques jours à Astre d'Or, sept années se sont écoulées sur Magnamund. Astre d'Or fédère une armée de résistants afin de combattre les armées de Charachak, et de parvenir à lui pour le détruire.

Par rapport à la série Loup Solitaire : les trois premiers livres se déroulent pendant les aventures de Loup Solitaire en PL 5047 du calendrier magnamundien, le quatrième tome se déroule entre Le Gouffre maudit et Le Tyran du désert, vers PL 5054.

### Interaction entre les deux séries
Astre d'Or rencontre Madin Rendalim, le soigneur du royaume de Durenor, dans la jungle. Celui-ci est venu collecter les seules herbes médicinales capables de soigner une épidémie de peste rouge (red death plague). Quelques semaines plus tard, Rendalim soignera Loup Solitaire à son arrivée au palais d'Hammardal (Hammerdal), vers les deux tiers de la Traversée infernale (vol. 2), et fournira un élixir de soin (élixir de Rendalim) bien plus efficace que la potion de laumpsur.
Dans Les Prisonniers du temps (vol. 11), Loup Solitaire voyage lui aussi dans la dimension de Noctiurne (Daziarn) et rencontre le Maître du Chaos (Chaosmaster).
Loup Solitaire récupère la Pierre de Lune et charge une de ses recrues (que certains soupçonnent être Faucon de Lune) de la ramener aux Majdars (Shianti) dans le livre Le Voyage de la Pierre de Lune (Voyage of the Moonstone - vol. 21). Le nom d'Étoile Grise — traduction littérale de Grey Star, Astre d'Or — est d'ailleurs mentionné dans la suite de ce diptyque, Les Pirates de Shadaki (The Buccaneers of Shadaki - vol. 22). Acarya, le chef des Majdars/Shianti, fait aussi une apparition dans le livre 1 d'Astre d'Or et le livre 22 de Loup Solitaire.
Joe Dever a confirmé l'apparition d'Astre d'Or dans au moins l'un des quatre derniers volumes de Loup Solitaire à être publiés prochainement.

### Règles

#### Généralités
L'originalité des règles, par rapport aux Défis fantastiques, est l'utilisation d'une table de hasard : il s'agit d'un tableau dont les cases comportent un nombre entre 0 et 9, et l'on pointe une case en fermant les yeux avec le bout du crayon. Le résultat est similaire au jet d'un dé à dix faces (1d10), et permet de jouer sans dé (pour des raisons pratiques, nous noterons « 1d10 » un tirage sur la table de hasard).
Le personnage possède deux caractéristiques : son habileté, obtenue avec 1d10+10 (1d10 + 25 à partir du tome 16), et endurance, qui vaut 1d10+20 (1d10 + 30 à partir du tome 16). Il possède aussi des pouvoirs, appelés « disciplines Kaï », acquis lors de sa formation initiale, ou développés par l'expérience (il acquiert une discipline après chaque aventure).
La résolution des combats fait appel à une table similaire à celles utilisées pour les wargames : la différence des scores d’habileté détermine la colonne, le nombre aléatoire (1d10) tiré à chaque tour de combat détermine la ligne, et la case ainsi désignée donne les points d’endurance perdus pour chacun des protagonistes. S’il combat sans arme, Loup Solitaire subit un malus de 4 points d’habileté.
On note que la table n'est pas symétrique : à égalité d'habileté, Loup Solitaire a statistiquement plus de chances de vaincre que son adversaire. Cela permet de vaincre des ennemis puissants, puisqu'ayant une habileté élevée, et donc de satisfaire le joueur en lui donnant une illusion de risque.
Une autre originalité est la gestion des objets portés : on ne peut mettre que cinquante couronnes d'or (monnaie du Sommerlund) dans la bourse, on ne peut avoir que deux armes à la ceinture et huit objets dans le sac à dos (dix à partir du tome 13)… Certains objets, dits « objets spéciaux », ont leur propre système de port (par exemple lanière pour porter en bandoulière) et ils ne sont pas comptabilisés jusqu'au tome 9 inclus. Loup Solitaire ne peut en porter ensuite plus de 12 par aventure dans les tomes suivants. Les armes, couronnes d'or, objets spéciaux excédentaires peuvent être laissés au monastère Kaï et réutilisés lors d'une future aventure.
Les livres comportent également la gestion des repas. Le joueur doit garder trace des rations alimentaires que possède Loup Solitaire ; à certains paragraphes, Loup Solitaire doit en manger une ou bien perdre des points d'endurance, sauf s'il possède la discipline chasse.
Les règles d’Astre d’Or sont les mêmes que pour Loup Solitaire, à l'exception des disciplines Kaï qui sont remplacées par des pouvoirs magiques. Astre d’Or dispose de plus d'une caractéristique supplémentaire, la volonté, qui vaut initialement 1d10+20. L'utilisation de la magie consomme des points de volonté.
Au début, Astre d’Or possède cinq pouvoirs, et il va en acquérir un supplémentaire à chaque livre. Les huit pouvoirs magiques sont :
- la sorcellerie : créer un bouclier invisible et déplacer des objets ;
- l’envoûtement : créer des illusions ;
- la communication avec les éléments : permet de parler avec des esprits des éléments (air, terre, eau, feu), et de leur demander de l’aide ;
- l’alchimie : préparer des potions, transmuter la matière ;
- la voyance : voir dans l'avenir, repérer une personne, décrypter la vraie nature des êtres ;
- la psychomancie : deviner les événements qui ont eu lieu autour d’objets simplement en les touchant ;
- l’évocation : entrer en contact avec un esprit, dans le Champ spirituel (éventuellement l'esprit d'un mort) ;
- la baguette de sorcier : permet de faire jaillir un rayon destructeur ; au corps à corps, permet de multiplier les dégâts d’autant que le nombre de points de volonté dépensés à chaque tour.

L’arme favorite d’Astre d’Or est sa baguette de sorcier. S’il combat sans sa baguette, il subit un malus de 6 points d’habileté.
S’il combat à mains nues, sans aucune arme, il subit un malus de 8 points d’habileté.

### Caractéristiques
Par rapport aux Défis fantastiques, les premiers livres-jeux ayant eu du succès en France, la série Loup Solitaire est majoritairement orientée vers des aventures en extérieur.
Alors que les Défis fantastiques peuvent être rejoués en essayant d'autres options, pour trouver le « meilleur chemin » jusqu'à la victoire, la notion d'histoire prend ici le pas ; il y a réellement plusieurs histoires possibles entre les points de passage obligés à l'image du premier tome de la série Les Maîtres des Ténèbres, où seuls le premier et dernier paragraphe sont obligatoires.

## Livres

### Romans
Legends of Lone Wolf
Ces romans ont été édités chez Beaver Books. Ils ont été écrits par John Grant, de son vrai nom Paul Barnett, et sont une version romanesque des événements décrits dans les livres-jeu.
1. Eclipse of the Kai (1989) : avant l'attaque du monastère Kaï
2. The Dark Door Opens (1989) : durant Les Maîtres des ténèbres
3. The Sword of the Sun (1989) : durant La Traversée infernale
4. Hunting Wolf (1991) : durant Les grottes de Kalte
5. The Claws of Helgedad (1991)
6. The Sacrifice of Ruanon (1991) : durant Le Gouffre maudit
7. The Birthplace (1992) : durant Le Tyran du désert
8. The Book of the Magnakai (1992) : durant Le Tyran du désert
9. The Tellings (1993)
10. The Lorestone of Varetta (1993) : durant La Pierre de la sagesse
11. The Secret of Kazan-Oud (1994) : durant La Forteresse maudite
12. The Rotting Lands (1994) : durant Dans l'Enfer de la jungle

Il est à noter que le livre 3, The Sword of the Sun, a été divisé en deux volumes aux États-Unis: The Tides of Treachery et The Sword of the Sun.
Chronicles of Magnamund
Ces romans ont été d'abord publiés par Mongoose Publishing. Pour l'instant, deux trilogies ont été annoncées. The Lencian Trilogy est écrite par Richard Ford tandis que celle intitulée Rise of the Agarashi est l'œuvre de l'auteur du premier jeu de rôle officiel de Loup Solitaire, August Hahn. Ces deux séries présentent des événements se déroulant au Magnamund en PL 5100, soit 50 ans après les événements décrits dans le premier livre-jeu. En mars 2013, Mongoose a annoncé la fin de la publication des livres tirés du monde de Loup Solitaire, laissant un avenir incertain quant à la publication des futurs romans.
The Lencian Trilogy
1. The Dragons of Lencia (2008): Les Drakkarim ont réussi à reprendre le Nyras et le Zaldir que les Lenciens leur avaient ravis à la fin du tome 15 de la série principale. La Lencia tente donc encore une fois d'envahir les deux provinces qui lui ont jadis appartenu plusieurs milliers d'années avant l'arrivée des Drakkarim. Ranghor, Seigneur de la Guerre de Dhârk, a cependant une surprise pour le roi Telnac: l'invasion de la Lencia. Paysans, soldats, magiciens, mercenaires et même de jeunes recrues Kaï un peu rebelles convergent tous vers Helmstorm, la capitale, où l'assaut final déterminera du sort du pays.
2. The Shadow & the Skull (à venir)

Rise of the Agarashi
1. Glory & Greed (2008): Ce roman comporte deux histoires racontées parallèlement mais se déroulant à des milliers d'années l'une de l'autre. Dans la première, on suit l'évolution de la chute du premier empire de Telchos et de sa prodigieuse cité d'Avan-Telchos. Dans la seconde, on suit les aventures d'un jeune couple fraîchement marié qui en apprendront beaucoup sur les rapports hommes/femmes dans la nation telchoï d'aujourd'hui. Cependant, ils découvriront également que ceux qui ont jadis mené le pays au bord du chaos menacent encore une fois de causer la chute du second empire. Les ennemis d'hier préparent aujourd'hui leur retour…
2. Sand & Sorrow (à venir)
3. Triumph & Tragedy (à venir)

### Autres publications

#### Neige d'Automne
Le 8 septembre 2014, l'éditeur Megara Entertainment a lancé une souscription pour la sortie d'une série dérivée en anglais et en français, Neige d'Automne/Autumn Snow. Il s'agit d'une série débutée dans le prozine Draco Venturus de l'éditeur associatif Scriptarium, et écrite par Martin « The Oiseau » Charbonneau. Cependant, les problèmes financiers de Megara empêche celui-ci de compléter la publication de la série; seuls les deux premiers tomes ont été publiés.
- Le Puits des ténèbres (2016)
- Traque au Pays sauvage (2018)

#### The Huntress
En février 2024, Holmgard Press publie la trilogie de livres-jeux The Huntress de Jonathan Stark. Cette série se déroule 50 ans avant la série principale et met en scène une jeune femme amnésique devenue mercenaire dont les recherches sur son passé la mèneront à découvrir des secrets mettant en danger tout le Magnamund. Un prologue, Shadows Over Fire, est disponible gratuitement en ligne.
- Marked For Death
- Quelling of the Flame
- Echoes of Eternity

#### Aventures supplémentaires
Lors de la republication de la série par Mongoose Publishing en version Collector, il est décidé d'ajouter de courtes aventures supplémentaires, écrites par divers auteurs, dans chacun des livres de la nouvelle édition, à l'exception du premier tome dont l'aventure principale a plutôt été allongée. Les éditeurs qui se sont succédé pour poursuivre la publication de cette version Collector après Mongoose Publishing, soit Mantikore-Verlag et Holmgard Press, ont poursuivi cette façon de faire jusqu'au livre 30.
De plus, les éditeurs allemand et suédois de la série ont décidé d'inclure certaines de ces aventures dans leur édition tout en en remplaçant d'autres par des aventures originales. Au total, plus d'une trentaine de ces courtes aventures officielles différentes ont été publiées en différentes langues et chez divers éditeurs.

#### Cartes géographiques
À partir de 2012, Joe Dever s'est associé à l'artiste italien Francesco Mattioli pour créer une série de cartes géographiques du Magnamund. En plus d'une carte représentant tout le globe, la série de 40 cartes régionales devrait représenter toutes les régions du monde qu'il a créé. Le verso de ces cartes contient des informations géopolitiques sur la région représentée au recto ainsi que des idées d'aventures pour les rôlistes (les chiffres entre parenthèses représentent les numéros des cartes):
- The World of Magnamund Map (printemps 2012): représente le Magnamund en entier.
- The Maps of Magnamund, Set 1 (novembre 2012): représente le Sommerlund (1), Durenor (2), la Vassagonie (3) et le Dessi (4).
- The Maps of Magnamund, Set 2 (mai 2013): représente Kakush & Valérion (5), les Pays de la Storn (7), la Talestrie (8) et les Galdonlands (6).
- The Maps of Magnamund, Set 3 (mai 2014): représente Bor & les Hammerlands (9), Lencia (10), les Pays Drakkarim & les Marais de l'Enfer (11) ainsi que Ixia & les Terres Dures (12).
- The Maps of Magnamund, Set 4 (mai 2015): représente l'Ouest du Royaume des Ténèbres (13), le Centre du Royaume des Ténèbres & Skaror (14), l'Est du Royaume des Ténèbres (15) ainsi que l'Est de Kalte (16).
- The Maps of Magnamund, Set 5 (TBA): représente le Nord de Shadaki (17), le Centre de Shadaki (18), le Sud de Shadaki (19) ainsi que les Territoires occupés par le Shadaki (20).
- The Maps of Magnamund, Set 6 (TBA): représente Andui & Taklakot (21), Lissan (22), Chai (23) et le Bhanar (24).
- The Maps of Magnamund, Set 7 (TBA): représente l'Est de Vaduzhan & Mythan (25), l'Ouest de Vaduzhan (26), Telchos & Sheasu (27) et Klarnos & Circoria (28).
- The Maps of Magnamund, Set 8 (TBA): représente le Kasland (29), les Tentarias Centrales (31), la Mer Centrale & les Tentarias Orientales (32) ainsi que Starn, Boden & Ilion (30).
- The Maps of Magnamund, Set 9 (TBA): représente le Siyen (33) ainsi que la Lunarlie, le Sud du Siyen & Naaros (34), Kaum, Halia & la Lunarlie Centrale (35) ainsi que le Sud de la Lunarlie & la Désolation de Kelder (36).
- The Maps of Magnamund, Set 10 (TBA): représente le Nord du Désert de Sadi (37), le Sud du Désert de Sadi (38), le Sud de Kalte & le Nord du Royaume des Ténèbres (39) ainsi que le Sud-Est de Kalte & Nord-Est du Royaume des Ténèbres (40).

#### Autres livres officiels
Joe Dever a aussi écrit deux autres livres :
- The Magnamund Companion, une encyclopédie de l'univers de Loup Solitaire parue uniquement en anglais
- Le Crâne d'Agarash, une bande dessinée dont l'action se déroule entre La Porte d'Ombre et Le Combat des Loups dont la publication en français est prévue en 2024[27].

Quant à lui, Gary Chalk a publié un livre d'images à colorier sur l'univers de Loup Solitaire, The Lone Wolf Poster Painting Book.

## Jeux de société

### Jeu de rôle sur table
Trois jeux de rôle ont été publiés pour l'univers des livres-jeu Loup Solitaire :
- Lone Wolf d'August Hahn, publié en 2004 par Mongoose Publishing, et publié en français par Le Grimoire sous le titre Loup Solitaire ;
- Lone Wolf Multiplayer Gamebook de Joe Dever, Darren Pearce et Matthew Sprange, publié en 2010 par Mongoose Publishing et non traduit en France, mais auquel a participé l'éditeur français Scriptarium.
- The Lone Wolf Adventure Game de Joe Dever, publié en 2015 par l'éditeur anglais Cubicle 7 et encore non traduit en français.

### Jeu de figurines
Gary Chalk, illustrateur des premiers ouvrages et par ailleurs concepteur de plusieurs jeux de société (dont Battlecars et Cry Havoc) a conçu un jeu de société dans les années 1990. En 2014, l'éditeur Megara Entertainment a lancé une souscription pour un financement participatif sur Kickstarter pour financer le projet, sous le nom Lone Wolf – The Board Game. Battle for Magnamund. Il s'agit d'un jeu d'escarmouche (jeu de guerre subtactique).

## Jeux vidéo
Plusieurs jeux vidéo se déroulent dans l'univers de Loup Solitaire :
- Lone Wolf. The Mirror of Death, pour ZX Spectrum (Audiogenic Software) ;
- Joe Dever's Lone Wolf est un jeu vidéo de rôle développé par Forge Reply et édité par Bulkypix sur iOS et Android.

## L'univers de fiction: Magnamund
Le Magnamund est un monde imaginaire de fantasy apparu pour la première fois dans la série de livres-jeux Loup Solitaire et approfondi par la suite dans les autres séries et adaptations. Magnamund est le nom d'une planète qui fait partie de l'univers d'Aon. Cet univers comprend également une dimension parallèle appelée Noctiurne (Daziarn).

### Histoire du Magnamund
Elle est divisée en plusieurs âges. L’année de référence est celle de la création de la Pierre de Lune (PL) par les Majdars.
L'Âge des Dragons (de –13000 à –10148)
Cet âge vit l'apogée d'un peuple de Dragons intelligents envoyés par le dieu Kaï pour peupler le Magnamund, qui n'était encore constitué que d'un seul continent. Le plus grand des Dragons, Nyxator, créa les artefacts les plus puissants du Magnamund : les Pierres de la Sagesse (Lorestones). Mais certains Dragons faillirent et se vendirent à Naar, le dieu maléfique. S'ensuivit donc une longue guerre, qui vit la destruction de Cynx, ville merveilleuse édifiée par les Dragons. Les Dragons maléfiques furent finalement vainqueurs, et ils exterminèrent leurs adversaires. Seul Nyxator survécut et s'exila dans le cœur en fusion de la planète. Les Dragons maléfiques finirent toutefois par s'affaiblir, et ils disparurent, marquant la fin de l'Âge des Dragons.
L'Âge de l'Entropie (de –10148 à –9000)
L'Âge du Chaos (de –9000 à –6700)
Cet âge fut principalement marqué par de grands chamboulements de l'aspect physique du Magnamund : l'ouverture du détroit des Tentarias fut le prélude à trois siècles d'une intense activité volcanique. Avec la venue d'Agarash le Damné s'ouvrit un nouvel âge, celui de la Nuit éternelle.
L'Âge de la Nuit éternelle (de –6700 à –4608)
Agarash le Damné, un champion de Naar , conquit le continent austral du Magnamund à la tête d'une armée d'Agarashi et assassina Nyxator, auquel il déroba les Pierres de la Sagesse. Les dieux bénéfiques Kaï et Ishir envoyèrent les Anciens Mages combattre Agarash et récupérèrent les Pierres de la Sagesse. Agarash les attaqua, ce qui déclencha une nouvelle guerre.
L'Âge des Anciens Royaumes (de –4608 à –1600)
Les Anciens Mages réussirent à vaincre et à tuer Agarash en –3572, exterminant presque entièrement les Agarashi. Ce fut le début d'une ère prospère qui vit la fondation de nombreux royaumes. À la suite d'une peste, les Anciens Mages s'établirent dans la région du Dessi.
L'Âge de l'Éveil (de –1600 à 0)
Des Majdars (Shianti), mages issus d'un autre monde, en vinrent rapidement à dominer une grande partie du Magnamund, mais leur domination était bénéfique, et les hommes apprirent d'eux de nombreuses choses. L'Âge de l'Éveil se termina lorsque les Majdars créèrent la Pierre de Lune, événement si important qu'il servit dès lors de base au compte des années.
L'Âge d'Or des Majdars (de 0 à 3004)
Les pouvoirs bénéfiques de la Pierre de Lune entraînèrent une période de bonheur pour l'humanité, qui vit la fondation de la majeure partie des nations du Magnamund. Toutefois, cet âge fut aussi marqué par l'apparition des nouveaux champions de Naar : les Maîtres des Ténèbres (Darklords). Ils s'établirent au nord-ouest du continent nord. Les Majdars furent incapables de les arrêter et durent se retrancher dans une petite île de l'extrême Sud, l'île de la Désolation (ou île de Lorn).
L'Âge de la Lune noire (de 3004 à 3799)
Naar soumit les Drakkarim, un peuple d'Hommes maîtres de l'Ouest du Magnamund Nord, et commença l'élevage des Gloks et des Kraans. Mais un nouveau peuple, le peuple du Soleil, les Sommlendings, s'établit à l'est des Royaumes des Ténèbres, arrêtant net leur progression. Le Seigneur des Ténèbres Vashna guerroya contre eux mais fut tué par le roi Ulnar Ier lors de la bataille de la Gorge de Maaken.
L'Âge de l'Étoile solaire (débuté en 3799)
Cet âge est celui durant lequel se déroulent les aventures de Loup Solitaire et d'Astre d'Or. Il vit la première fondation et la destruction du Monastère Kaï, et la défaite finale des Seigneurs des Ténèbres.

### Géographie du Magnamund
Le Magnamund est divisé en trois continents plutôt monolithiques. Les continents communément appelés Magnamund méridional et septentrional sont séparés par le détroit des Tentarias. Même si leur majeure partie en est fertile, ils comprennent également de nombreuses zones désertiques, que ce soit naturellement (Vassagonie, désert de Sadi) ou sous l'influence des puissances maléfiques (Royaume des Ténèbres, Naaros). Le troisième continent, Kalte, est recouvert de glace et est situé au pôle Nord du Magnamund.
Le Magnamund Septentrional est marqué par les Royaumes des Ténèbres, qui occupent un bon tiers de sa surface. C'est sur ce continent que se déroulent la majeure partie des aventures que vit Loup Solitaire.
Le Magnamund Austral est très peu connu, car seuls les livres de la série Astre d'Or et les derniers de la série Loup Solitaire s'y déroulent. On discerne toutefois un continent bien plus vaste que le Magnamund Septentrional, et dont l'est fut dominé jusqu'en 5055 par le puissant Empire Shadakine.

### Peuples du Magnamund

#### Vadères
Le peuple vadère s'établit sur la côte occidentale de Magnamund, au sud du Golfe de Lencia, en 1007 après la Pierre de Lune puis étend son territoire jusqu'en 1270 avec la fondation de la cité de Varetta.

##### Aluviens et Naels
Les Aluviens s’établissent au sud de la Lencia, peu après l’arrivée des Vadères. Ils fondent le Kasland et à partir de là, migrent dans la Grande Plaine de Lunarlia.

##### Mythéniens
Le peuple humain des Mythéniens est le premier à s’installer sur Magnamund, en l’an 289. Leurs premiers territoires sont la péninsule du Mhytan et l’île de Zhor (extrême sud-ouest du Magnamund). La fondation de Vaduz (capitale du Vaduzhan) suit rapidement cette installation.

##### Vassa
Le peuple Vassa, arrivé de l’Est, s’est scindé en trois groupes : au Nord, le peuple Vassa proprement dit, tandis que les peuples Sadi et Chadakines se sont installés au Sud.

##### Tianois
Le peuple de Tian est un des premiers à s’installer sur Magnamund, peu après les Mythéniens. Son site d’apparition se situe sur les côtes au sud des Monts Morn. De là, ils colonisent les territoires de l’Est : fondation de Karnali et exploitation des richesses minérales des marais du Gur-Lu.

##### Finisterriens (Ulnariens et Sommerlundois)
Le peuplement des Fins de Terres par les Humains a été tardif. La première migration humaine date de l’an 2829, par le peuple ulnarien. La seconde migration intervient en 3434 avec le peuple Sommerlundois pour contrer l’expansion des Seigneurs des Ténèbres.

##### Telcharim
La première arrivée du Telcharim les place parmi les peuples les plus vieux peuples du Magnamund, mais, à la différence de leurs contemporains, ils n’ont voulu étendre leurs frontières.

##### Cénériens et Herboristes
Les Druides de Cener forment une secte druidique maléfique originaire des Monts Cener et servant plusieurs vassaux de Naar parmi lesquels le Seigneur Démon Tagazin, Xuzargha le dieu de la Pestilence ainsi que les Kuna, seigneurs jumeaux de la Pourriture. Les Herboristes sont regroupés en un seul et unique pays l’État du Bautar.

##### Drakkarim
Les Drakkarim (singulier : Drakkar) sont des guerriers humains cruels originaires de l’ouest du Magnamund. Ils ont construit Torgar il y a plusieurs millénaires et ont conquis le Nyras avant de s’allier aux Seigneurs des Ténèbres.

##### Patars (ou Rédempteurs)
Les Patars forment un peuple allié aux Anciens Mages qui veillait sur un de leurs temples bibliothèques en Éru. Ils trahirent leurs maîtres et s’allièrent aux Druides de Cener pour créer, grâce aux travaux de la bibliothèque, la peste qui devait détruire les Anciens Mages.

#### Les autres peuples du Magnamund

##### Kazims
Les Kazims, au nombre de sept, vivent sur Magnamund depuis la nuit des temps. Appelés plus communément « les Hommes de Pierre » les Kazims vivaient à l’écart de toute civilisation.

##### Drodarins
Il y a 3 peuples différents chez les Drodarins : les Nains Droadrins même (de Bor et de Boden), les Géants (de Starn et du Lissan) et les Dunjis (Royaume des Ténèbres).

##### Masbatés
Une race géante de gens avec la peau noire et grands de 2,15 m, les Masbaté font des guerriers formidables, aussi forts qu’agiles.

##### Ogrons, Kloons et Krorns
Les Ogrons sont de grands humanoïdes de couleur de peau bleu pâle. Ils sont employés dans tous les Pays de la Storn comme ingénieurs, forgerons, armuriers, charpentiers ainsi que d’autres professions semblables.

##### Kundi
Les Kundi forment une race d’hommes-singes originaires des forêts de Lara. 

##### Gloks
Les Golks, ou Giaks, sont de petits humanoïdes, équivalents des gobelins.

##### Noudics
Les Noudics sont des êtres ressemblant à des rats des marais d'environ 60 cm de haut, marchant debout sur ses pattes arrière.

### Les dieux de Magnamund
Magnamund est un univers dans lequel les dieux existent et ont une action sur le monde. Les dieux de la lumière et des ténèbres se sont affrontées durant un temps immémorial et trois dieux ont pris un ascendant sur les autres durant ce long conflit : Kaï, le dieu du Soleil, et Ishir, la déesse de la Lune, deviennent les chefs des dieux de lumière pendant que Naar assume le contrôle des dieux des ténèbres. Durant une trêve entre les dieux apparaît Aon, l'univers physique. Noctiurne (Daziarn), le plan astral, voit également le jour et donne par la suite naissance à différents royaumes spirituels destinés à servir de résidences aux dieux.
Les dieux de la lumière s'intéressent alors à un autre monde : Magnamund. Kaï forme le Soleil pour l'éclairer et Ishir la Lune pour veiller sur l'obscurité de la nuit. Kaï envoie son fils Ailendar pour façonner Magnamund afin qu'un jour les espèces intelligentes créées par les dieux puissent y vivre. Naar tente de persuader Ailendar de se retourner contre son père, mais le fils de Kai refuse et est tué par le seigneur des dieux des ténèbres. De son sang naissent toutes les formes de vie qui vont peupler Magnamund.
Kaï et Ishir ne peuvent plus compter sur Ailendar pour guider l'évolution de ce nouveau monde et décident alors d'unir leurs forces pour fabriquer un nouveau serviteur. Ainsi naît Nyxator, le premier dragon. Cette naissance correspond à la plus ancienne date connue de manière fiable dans l'histoire du Magnamund, soit près de 18 000 ans avant l'époque de Loup Solitaire.